# Скрипниківський узвіз
Скрипниківський узвіз — узвіз в центрі міста Харкова, розташований у Київському адміністративному районі. Узвіз відгалужується від вулиці Воробйова, йде вниз за рельєфом і закінчується на перехресті з Громадянською вулицею і Слюсарним провулком.

## Історія і назва
Скрипницький провулок (нині Скрипниківський узвіз) виник у ті ж часи, що однойменна вулиця, на початку XIX століття. Так само пояснюється і його назва — провулком возили воду з Білгородської криниці, і повозки скрипіли.
У 1936 році Скрипницький провулок був перейменований у Ломоносівський. У 1938 році провулок отримав нову назву на честь В. П. Воробйова, анатома, дійсного члена АН УРСР, заслуженого професора СРСР. В. П. Воробйов бальзамував тіло В. Леніна за власною методикою. Крім того, він був одним із засновників анатомічного театру Жіночого медичного інституту, що розташовувався у будинку № 8.
У 2021 році у провулку проведено фестиваль «Самі Собі Фест». Тоді узвіз, на якому збереглися декілька історичних будівель та бруківка, став тимчасово пішохідним. Після цього планувалося реконструювати його, перетворивши на пішохідну вулицю.
29 квітня 2024 року провулку повернуто історичну назву, а також він став узвозом.

## Будинки
- Будинок № 4 — Пам'ятка архітектури Харкова, охорон. № 570. Житловий будинок, архітектор Б. І. Гершкович, 1914 рік.
- Будинок № 8 — Пам'ятка архітектури Харкова, охорон. № 257. Анатомічний театр Жіночого медичного інституту, архітектор О. М. Бекетов, 1911 рік. Деякий час в цьому будинку розміщувався Народний суд Київського району. Однак пізніше суд переїхав, і будинок залишився напризволяще. У Скрипниківському узвозі знімали деякі епізоди фільму «Дау», і вікна будинку забили дошками[7]. Будинок не використовується і стоїть із забитими дошками вікнами.
- Будинок № 15 — Колишня фабрика Федора Муравйова, який успадкував булочну і кондитерську від свого батька купця Іларіона Муравйова. На фабриці випікали хліб, виготовляли макаронні і кондитерські вироби[8].

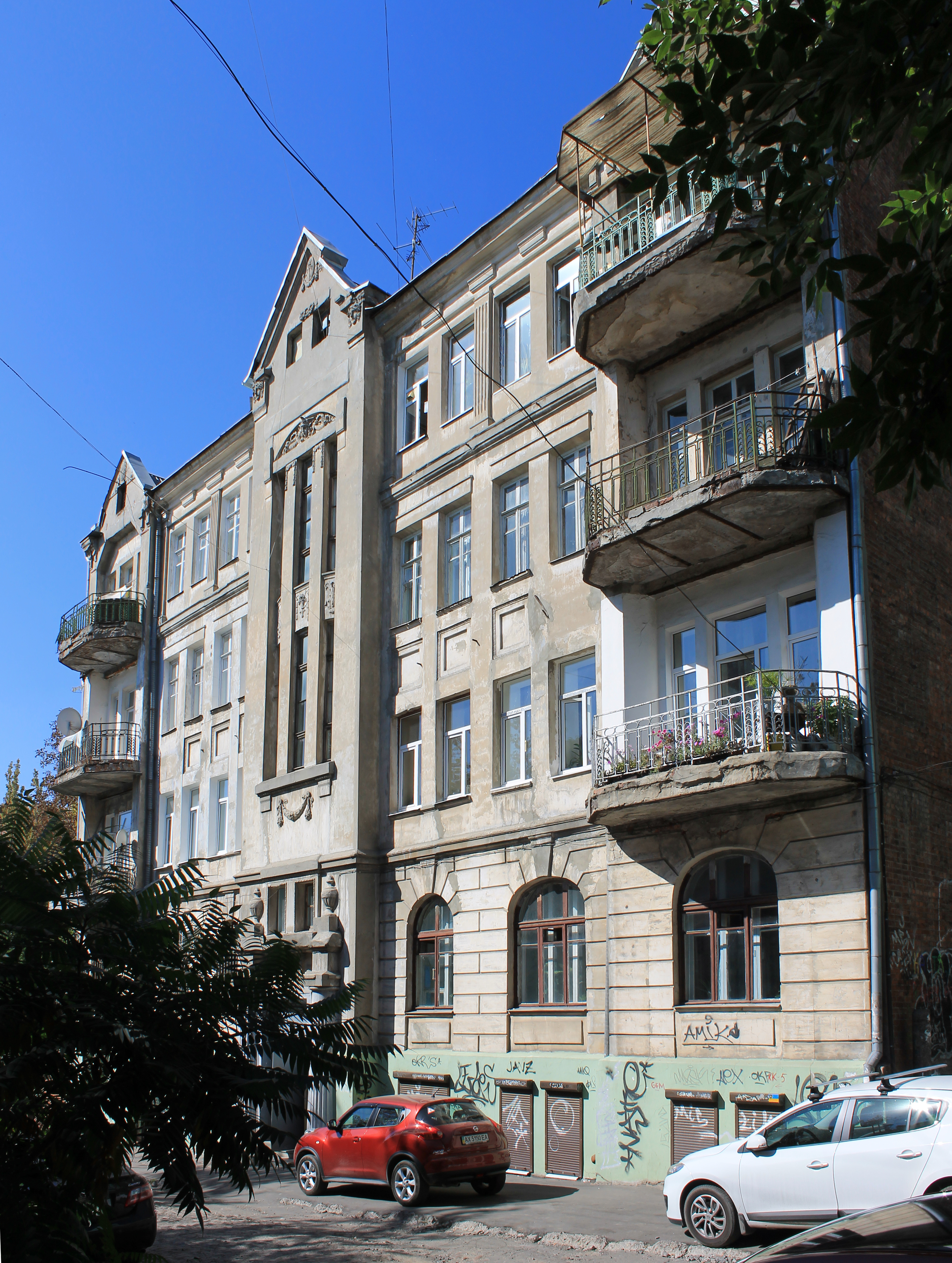
Будинок № 4
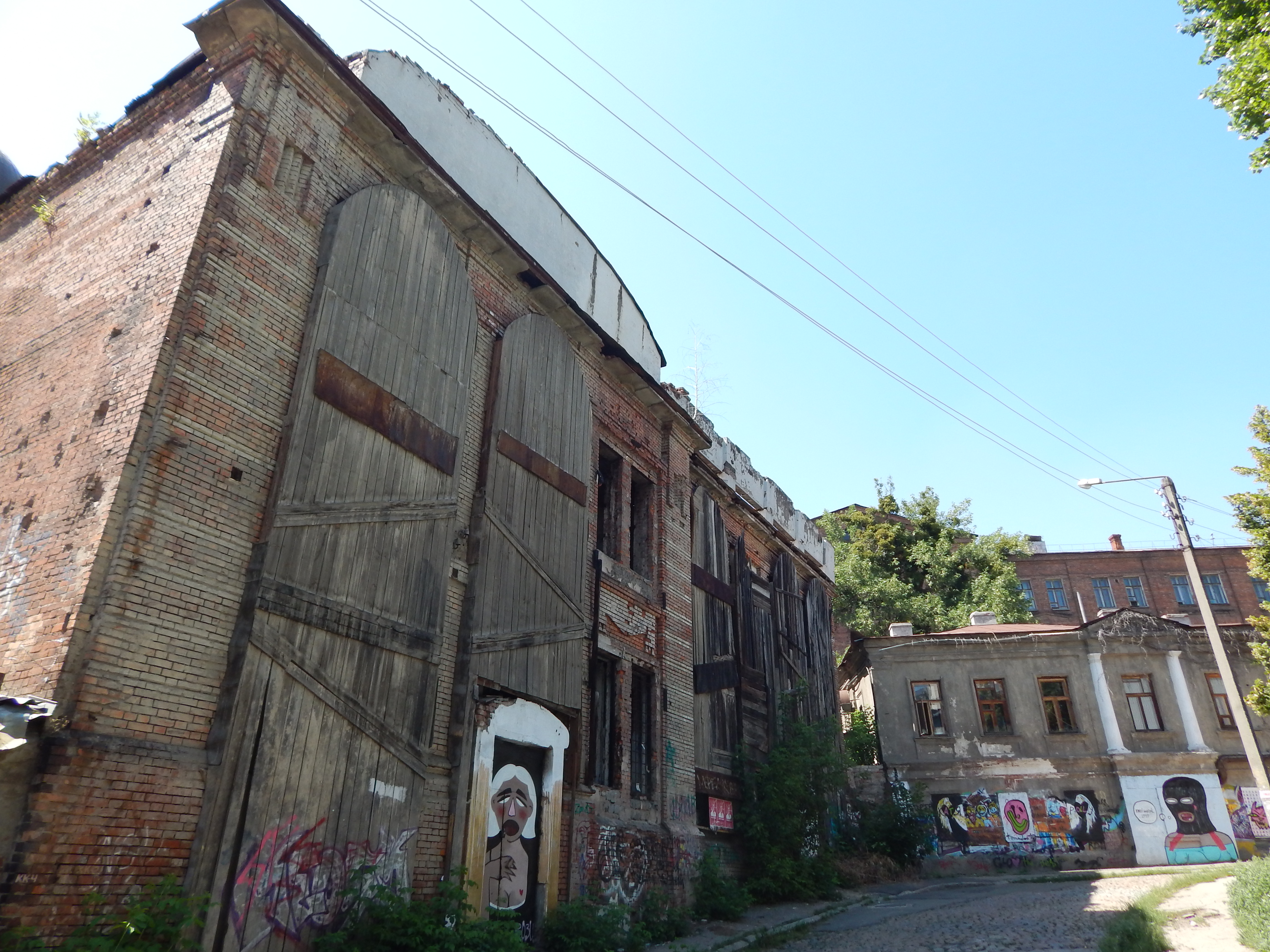
Будинок № 8
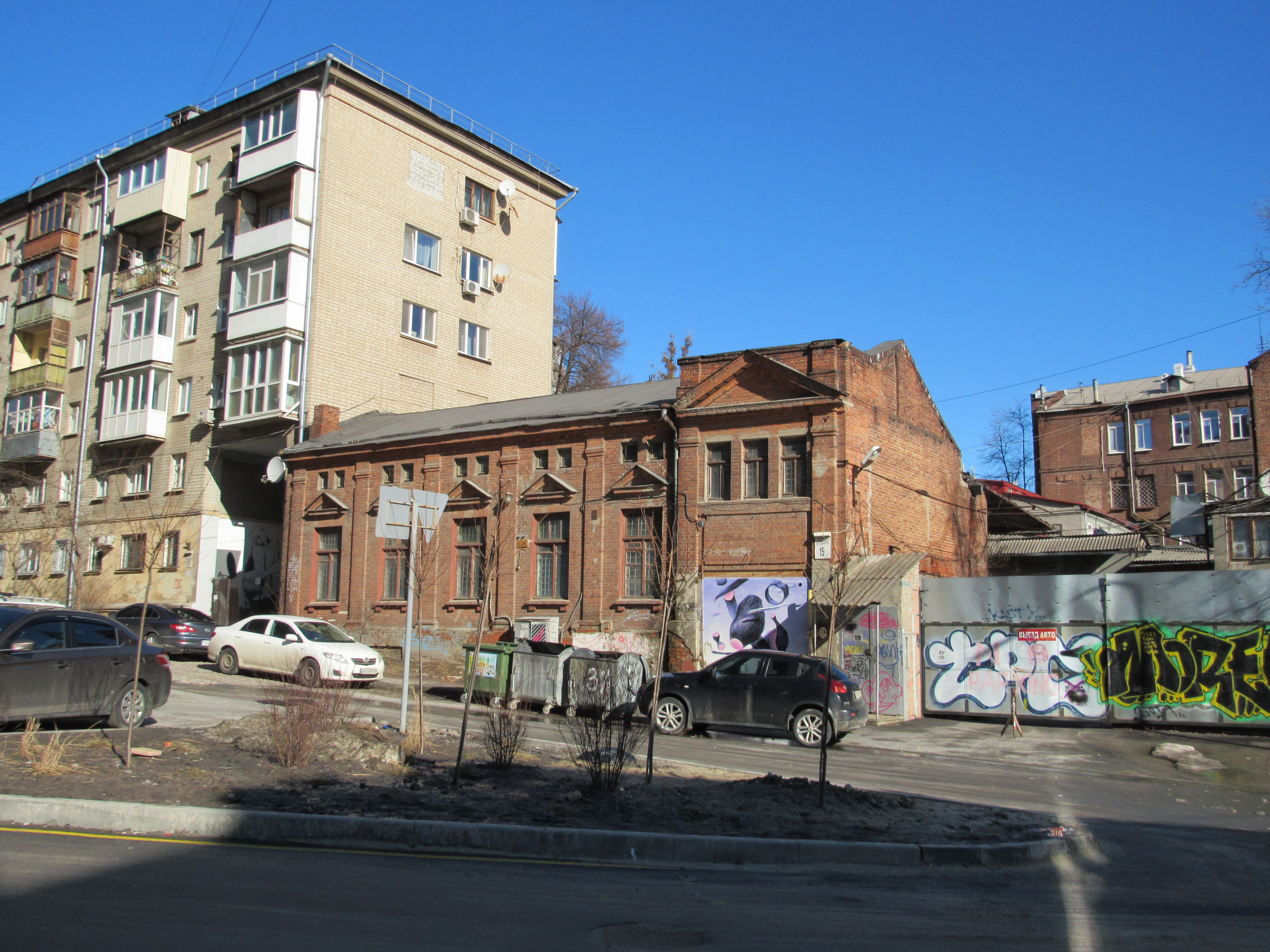
Будинок № 15